# Nesticus carteri
Nesticus carteri là một loài nhện trong họ Nesticidae.
Loài này thuộc chi Nesticus. Nesticus carteri được James Henry Emerton miêu tả năm 1875.